# Schönermark (Schwedt)
Schönermark è una frazione della città tedesca di Schwedt/Oder, nel Brandeburgo.

## Storia
Il 31 dicembre 2001 il comune di Schönermark venne fuso con i comuni di Grünow e Landin, formando il nuovo comune di Mark Landin.
Il 19 aprile 2022 il comune di Mark Landin venne soppresso e aggregato alla città di Schwedt/Oder.

## Amministrazione
La frazione è amministrata da un "consiglio di frazione" (Ortsbeirat).